# 斑點殘臂鮃
斑點殘臂鮃為輻鰭魚綱鰈形目鰈亞目無臂鮃科的其中一種，為溫帶海水魚，分布於南冰洋海域，棲息深度100-1115公尺，體長可達50公分，棲息在底層水域，生活性不明。
其种加词“maculata”意为“有斑点的”。